# کوه استرلا
کوه استرلا (به لاتین: Strela) یک کوه در سوئیس است که در کانتون گراوبوندن واقع شده‌است. کوه استرلا ۲٬۶۳۶٫۴ متر بالاتر از سطح دریا واقع شده‌است.